# محمد الخضري بك
محمد بن عفيفي الباجوري، المعروف بالشيخ محمد الخضري بك (1289 هـ - 1345 هـ = 1872م - 1927م)، باحث وخطيب وفقيه أصولي ومؤرخ مصري وأحد علماء الشريعة والأدب وتاريخ الإسلام.

## حياته وعلمه
ولد بالقاهرة عام 1872، وهو شقيق عبد الله الباجوري. تخرج من كلية دار العلوم من جامعة القاهرة وعين قاضياً شرعياً بالخرطوم، ثم مدرساً شرعياً بمدرسة القضاء الشرعي بالقاهرة لمدة 12 عاماً، ثم أستاذاً للتاريخ الإسلامي في الجامعة المصرية، ثم وكيلاً لمدرسة القضاء الشرعي، بعد ذلك مفتشاً بوزارة المعارف المصرية.
كانت عادته القراءة في كتب الأدب والتاريخ والحديث والفقه، وكان أشد ما يكون ولعاً بكتاب «الأغاني» لأبو الفرج الأصفهاني وكتب التواريخ وأصول الفقه ومع هذا الاطلاع الواسع على الأدب وتاريخه، فقد تبحر في تاريخ الفقه الإسلامي، والأدوار التي مر بها وتطوره التاريخي، وأهم رجاله من أكابر العلماء المتقنين في علوم القرآن والسنة والفقه.

## حليته وأخلاقه
كان الشيخ الخضري قريباً إلى القِصَر، أسمر اللون، خفيف اللحية، معمماً بعمامة بسيطة ويلبس اللباس الأزهري، كان منير الوجه، وقوراً في مجلسه وحديثه ومشيته، أشاد طلابه عليه بأخلاقه وحرصه وذكائه ولباقته وإجادته للغة العربية.
ونقل عنه الرافعي أنه قال له: إنه يجلس إلى مكتبه في كل يوم ست ساعات، يقرأ ويؤلف أو ينسخ؛ لأن كل كتبه المخطوطة هو ناقلها وناسخها ومصححها، وأنه يتلو كل يوم أربعة أجزاء من القرآن الكريم. وقال: ولا يعتريه البرد ولا مرض من أمراضه، لما اعتاد من رياضة صدره بهذه التلاوة، وقال: إن كل ما هو فيه إنما هو من بركة القرآن.

## مؤلفاته
كان للشيخ الخضري مؤلفات وكتب عدة، منها:
- محاضرات في تاريخ الأمم الإسلامية في مجلدين:

1. «الدولة الأموية».
2. «الدولة العباسية».

- أصول الفقه
- نور اليقين في سيرة سيد المرسلين.
- إتمام الوفاء في سيرة الخلفاء.
- مهذب الأغاني في تسع مجلدات.
- الغزالي وتعاليمه وآراؤه، نشر تباعا في المجلد 34 من مجلة المقتطف.
- دروس تاريخية.
- محاضرات في بيان الأخطاء العلمية التاريخية.
- تاريخ التشريع الإسلامي.
- محاضرات في نقد كتاب الشعر الجاهلي لطه حسين.

## وفاته
توفي في 11 إبريل عام 1927م الموافق 8 شوال 1345 هـ ودفن في القاهرة.

## المصدر
- الأعلام للزركلي 6 / 268.
- من «[ترجمة] المؤلف» في كتاب: «إتمام الوفاء في سيرة الخلفاء».